# Rites funéraires des Amérindiens au Canada vers 1500
 (octobre 2020).
Les rites funéraires sont des cérémonies qui ont lieu au moment de la mort d’une personne. Vers 1500, les Autochtones du Canada côtoient régulièrement la mort, étant donné leurs conditions de vie difficiles. Les rites sont différents d’un peuple à l’autre. Généralement, des chamans agissaient en tant que médium entre le monde des esprits et des vivants durant ces cérémonies funéraires.
Si la représentation de la mort varie en fonction des peuples, la tendance générale est de croire à un passage de l’esprit vers un au-delà où il reste possible, pour l'esprit des morts, d’intervenir sur le monde des vivants, particulièrement par le biais des rêves.

## Chez les Inuits
Les Inuits croient en une âme personnelle (nappan) et un esprit (tarrak). Au moment de la mort, ils ne veulent pas conserver le tarrak dans le monde des vivants et recouvrent le corps de lanières de cuir : l’esprit reste ainsi prisonnier du corps jusqu’à ce que celui-ci soit déplacé vers son lieu de repos. On mettait ensuite le corps en terre, généralement accompagné de ses objets personnels, ou d’une réplique miniature dans le cas où le bien était trop gros pour être enterré avec lui. Selon leur croyance, le mort en a besoin dans l’au-delà.

## Chez les Innus
Le rite funéraire des Innus se rapproche de celui des Inuits. Ils croient eux aussi que l’esprit de la personne décédée flotte pendant un certain temps aux alentours de la dépouille et que le défunt doit être enterré avec ses objets personnels. Toutefois, ils enterrent les corps en position accroupie, c’est-à-dire fœtale, pour faciliter leur voyage dans l’au-delà, comme s’il s’agissait d’une renaissance.

## Chez les Hurons-Wendats
La Fête de la Mort est un événement important pour les Hurons-Wendats, et coïncide généralement avec le déplacement du groupe sédentaire vers un nouvel emplacement. Par conséquent, environ tous les 10 ans, une énorme fosse commune est creusée dans les villages. On déterre alors tous les ossements des personnes décédées dans les dernières années afin de les déposer dans le cimetière commun. Les Hurons-Wendats pensent de cette façon faciliter leur passage dans l’au-delà. La cérémonie permet aussi aux personnes présentes de commémorer des souvenirs,,.

## Chez les Iroquois
Malgré la famille linguistique commune des Iroquoiens, les Iroquois ne partagent pas l'habitude des Hurons d'ensevelir tous les os dans une fosse commune. Ils célèbrent eux aussi une Fête de la Mort, afin d'envoyer l'âme des morts dans l'au-delà et de créer des liens entre les familles concernées par le deuil.